# Крымский сельсовет (Башкортостан)
Крымский  сельсове́т (баш. Ҡырым ауыл советы) —  упразднённая в 2008 году административно-территориальная единица и сельское поселение (тип муниципального образования) в составе Альшеевского района. Объединен с сельским поселением Абдрашитовский сельсовет.
Почтовый индекс — 452118. Код ОКАТО — 80202834000.

## Состав сельского поселения
| № | Населённый пункт | Тип населённого пункта       | Население |
| - | ---------------- | ---------------------------- | --------- |
| 1 | Крымский         | село, административный центр | ↘529      |
| 2 | Линда            | деревня                      | ↗116      |
| 3 | Малоабдрашитово  | деревня                      | ↘42       |

## История
Закон Республики Башкортостан от 19.11.2008 N 49-з «Об изменениях в административно-территориальном устройстве Республики Башкортостан в связи с объединением отдельных сельсоветов и передачей населённых пунктов», ст.1 гласил:
 "Внести следующие изменения в административно-территориальное устройство Республики Башкортостан:
 в) объединить Абдрашитовский и Крымский сельсоветы с сохранением наименования «Абдрашитовский» с административным центром в селе Абдрашитово.
Включить село Крымский, деревни Линда, Малоабдрашитово Крымского сельсовета в состав Абдрашитовского сельсовета.

Утвердить границы Абдрашитовского сельсовета согласно представленной схематической карте.

Исключить из учётных данных Крымский сельсовет;

## Географическое положение
На 2008 год граничил с муниципальными образованиями: Абдрашитовский сельсовет, Ибраевский сельсовет. Граничил с Давлекановским районом («Закон Республики Башкортостан от 17.12.2004 N 126-з (ред. от 19.11.2008) „О границах, статусе и административных центрах муниципальных образований в Республике Башкортостан“»).